# Breeders' Cup Distaff
Breeders' Cup Distaff, är ett galopplöp i löpserien Breeders' Cup, som drivs av Breeders' Cup Limited, ett företag som bildades 1982. Det är ett Grupp 1-löp, det vill säga ett löp av högsta internationella klass. Första upplagan av Breeders' Cup Distaff reds 1984, och rids över en distans på 1 1⁄8 miles, 1 811 meter. Den samlade prissumman i löpet är 2 miljoner dollar.

## Segrare
| År   | Häst               | Ålder | Jockey             | Tränare             | Tid      |
| ---- | ------------------ | ----- | ------------------ | ------------------- | -------- |
| 2022 | Malathaat          | 4     | John Velazquez     | Todd Pletcher       | 1:49.07  |
| 2021 | Marche Lorraine    | 5     | Oisin Murphy       | Yoshito Yahagi      | 1:47.67  |
| 2020 | Monomoy Girl       | 5     | Florent Geroux     | Brad H. Cox         | 1:47.84  |
| 2019 | Blue Prize         | 6     | Joe Bravo          | Ignacio Correas IV  | 1:50.50  |
| 2018 | Monomoy Girl       | 3     | Florent Geroux     | Brad H. Cox         | 1:49.79  |
| 2017 | Forever Unbridled  | 5     | John Velazquez     | Dallas Stewart      | 1:50.25  |
| 2016 | Beholder           | 6     | Gary Stevens       | Richard Mandella    | 1:49.22  |
| 2015 | Stopchargingmaria  | 4     | Javier Castellano  | Todd Pletcher       | 1:48.98  |
| 2014 | Untapable          | 3     | Rosie Napravnik    | Steve Asmussen      | 1:48.68  |
| 2013 | Beholder           | 3     | Gary Stevens       | Richard Mandella    | 1:47.77  |
| 2012 | Royal Delta        | 4     | Mike E. Smith      | William I. Mott     | 1:48.80  |
| 2011 | Royal Delta        | 3     | Jose Lezcano       | William I. Mott     | 1:50.78  |
| 2010 | Unrivaled Belle    | 4     | Kent Desormeaux    | William I. Mott     | 1:50.04  |
| 2009 | Life Is Sweet      | 4     | Garrett K. Gomez   | John Shirreffs      | 1:48.58  |
| 2008 | Zenyatta           | 4     | Mike E. Smith      | John Shirreffs      | 1:46.85  |
| 2007 | Ginger Punch       | 4     | Rafael Bejarano    | Robert J. Frankel   | 1:50.11  |
| 2006 | Round Pond         | 4     | Edgar Prado        | Michael R. Matz     | 1:50.50  |
| 2005 | Pleasant Home      | 4     | Cornelio Velásquez | .. R. McGaughey III | 1:48.34  |
| 2004 | Ashado             | 3     | John Velazquez     | Todd Pletcher       | 1:48.26  |
| 2003 | Adoration          | 4     | Pat Valenzuela     | David Hofmans       | 1:49.17  |
| 2002 | Azeri              | 4     | Mike E. Smith      | Laura de Seroux     | 1:48.64  |
| 2001 | Unbridled Elaine   | 3     | Pat Day            | Dallas Stewart      | 1:49.21  |
| 2000 | Spain              | 3     | Victor Espinoza    | D. Wayne Lukas      | 1:47.66  |
| 1999 | Beautiful Pleasure | 4     | Jorge F. Chavez    | John T. Ward Jr.    | 1:47.56  |
| 1998 | Escena             | 5     | Gary Stevens       | William I. Mott     | 1:49.89  |
| 1997 | Ajina              | 3     | Mike E. Smith      | William I. Mott     | 1:47.20  |
| 1996 | Jewel Princess     | 4     | Corey Nakatani     | Wallace Dollase     | 1:48.40  |
| 1995 | Inside Information | 4     | Mike E. Smith      | C. R. McGaughey III | 1:46.15  |
| 1994 | One Dreamer        | 6     | Gary Stevens       | Thomas F. Proctor   | 1:50.79  |
| 1993 | Hollywood Wildcat  | 3     | Ed Delahoussaye    | Neil Drysdale       | 1:48.35  |
| 1992 | Paseana            | 5     | Chris McCarron     | Ron McAnally        | 1:48.17  |
| 1991 | Dance Smartly      | 3     | Pat Day            | James E. Day        | 1:50.95  |
| 1990 | Bayakoa            | 6     | Laffit Pincay Jr.  | Ron McAnally        | 1:49.20  |
| 1989 | Bayakoa            | 5     | Laffit Pincay Jr.  | Ron McAnally        | 1:47.40  |
| 1988 | Personal Ensign    | 4     | Randy Romero       | C. R. McGaughey III | 1:52.00  |
| 1987 | Sacahuista         | 3     | Randy Romero       | D. Wayne Lukas      | 2:02.80† |
| 1986 | Lady's Secret      | 4     | Pat Day            | D. Wayne Lukas      | 2:01.20† |
| 1985 | Life's Magic       | 4     | Ángel Cordero Jr.  | D. Wayne Lukas      | 2:02.00† |
| 1984 | Princess Rooney    | 4     | Ed Delahoussaye    | Neil Drysdale       | 2:02.40† |

† – löpet reds över distansen 11⁄4 miles mellan 1984 och 1987